# スロボダン・サントラチュ
スロボダン・サントラチュ（セルビア語: Слободан Сантрач, ラテン文字転写: Slobodan Santrač、1946年7月1日 - 2016年2月13日）は、セルビア（旧ユーゴスラビア）の元サッカー選手、サッカー指導者。ポジションはフォワード。

## 経歴
ユーゴスラビアリーグ得点王に4度輝いたOFKベオグラードの伝説的ストライカー。ペナルティエリア内での優れたポジショニングでゴールを量産し、下部組織時代からの全ての試合を合計して1359試合で1301ゴールを決めた。ユーゴスラビア代表では1966年から1974年までの8試合に出場した。引退後はユーゴスラビア代表を制裁解除後初めての監督としてフランスワールドカップ出場に導いた。

## 代表歴

### 試合数
- 国際Aマッチ 8試合 1得点（1966年-1974年）[2]

| ユーゴスラビア代表 | 国際Aマッチ | 国際Aマッチ |
| 年                 | 出場        | 得点        |
| ------------------ | ----------- | ----------- |
| 1966               | 3           | 1           |
| 1967               | 0           | 0           |
| 1968               | 0           | 0           |
| 1969               | 0           | 0           |
| 1970               | 0           | 0           |
| 1971               | 0           | 0           |
| 1972               | 4           | 0           |
| 1973               | 0           | 0           |
| 1974               | 1           | 0           |
| 通算               | 8           | 1           |